# Roccasecca
Roccasecca é uma comuna italiana da região do Lácio, província de Frosinone, com cerca de 7 442 habitantes. Estende-se por uma área de 43 km², tendo uma densidade populacional de 173 hab/km². Faz fronteira com Castrocielo, Colfelice, Colle San Magno, Pontecorvo, Rocca d'Arce, San Giovanni Incarico, Santopadre.
É o local de nascimento de São Tomás de Aquino.

## Demografia
| Variação demográfica do município entre 1861 e 2011                               |
|                                                                                   |
| Fonte: Istituto Nazionale di Statistica (ISTAT) - Elaboração gráfica da Wikipedia |